# Gabriel-Louis-Marie de Kergorlay
Pour les autres membres de la famille, voir Famille de Kergorlay.
Gabriel-Louis-Marie, comte de Kergorlay (11 décembre 1766 à Paris - 24 mars 1830 à Paris), est un militaire et homme politique français.

## Biographie
Membre de la famille de Kergorlay, il est le fils de  Alain-Marie de Kergorlay, seigneur de Trouzily (en Treglonou), lieutenant général des armées du Roi, et de son épouse, Joséphine de Boisgelin.  
Il est le neveu de l'archevêque d'Aix, Raymond de Boisgelin. 
Il a pour frère cadet Florian de Kergorlay, avec lequel il siègera à la Chambre des Pairs. 
En 1779, il est reçu chevalier de Malte de minorité. 
Sa mère étant décédée en 1772 et son père en 1787, son frère et lui sont élevés par leur tante Marie de Boisgelin, chanoinesse de Remiremont. 
Il sert comm e officier de cavalerie jusqu'en 1789. 
Parti en voyage à l'étranger en mai 1789 avec son épouse, son frère et leur tante, ils ne regagneront la France qu'en 1802. il sert avec son frère en 1792 et 1793 dans le corps des carabiniers de Monsieur, comte de Provence. 
Après avoir résidé en Allemagne, puis en Moravie, Il regagne la France en 1802. 
Il se tient dans la retraite sous l'Empire. 
En 1817, Louis XVIII le promeut chef d'escadrons. 
Propriétaire et conseiller général de la Manche, il est élu, le 13 novembre 1820, par 257 voix sur 303 votants et 453 inscrits, député du collège du département de la Manche.  
Réélu, le 20 novembre 1822 et le 6 mars 1824, il siège parmi les royalistes intransigeants. 
Le 5 novembre 1827, il est nommé pair de France héréditaire, sur institution, par lettres patentes du 15 avril 1829, d'un majorat assis sur le domaine de Canisy. 
Il meurt quatre mois avant la révolution de juillet.

### Mariage et descendance
En septembre 1787, il épouse Justine de Faudoas (1771-1832), fille Augustin Hervé de Faudoas, marquis de Canisy, qui sera guillotiné en 1794, et d'Isabelle de Bernières.
Elle est nommée, peu après son mariage, dame de Madame, la comtesse de Provence.
Elle apporte à son époux le domaine et le château de Canisy et le château de Castilly.
Tous deux ont :
- Hervé de Kergorlay, conseiller-général et député de la Manche (1803-1873),  marié en 1832 avec Louise d'Hervilly (1813-1888), dont postérité ;
- Raymond de Kergorlay (1807-1829) ;
- Alain de Kergorlay (1809- 1860), marié en 1840 avec Octavie Tissot de La Barre de Mérona (1820-1855), petite-fille de Jean-Baptiste Nompère de Champagny. Dont postérité, dont Pierre Henri Ernest de Kergorlay[2].

### Sources
- « Gabriel-Louis-Marie de Kergorlay », dans Adolphe Robert et Gaston Cougny, Dictionnaire des parlementaires français, Edgar Bourloton, 1889-1891 [détail de l’édition]